# Архиепархия Аруши
Архиепархия Аруши (лат. Archidioecesis Arushaënsis) — архиепархия Римско-Католической Церкви с центром в городе Аруша, Танзания. В митрополию Аруши входят епархии Мбулу, Моши, Саме. Кафедральным собором архиепархии Аруши является церковь святой Терезы.

## История
1 марта 1964 года Римский папа Иоанн XXIII издал буллу «Christi mandata», которой учредил епархию Аруши, выделив её из епархии Моши. Первоначально епархия Аруши входила в митрополию Дар-эс-Салама.
16 марта 1999 года Римский папа Иоанн Павел II возвёл епархию Аруши в ранг архиепархии.

## Ординарии
- епископ Деннис Винсент Дарнинг, C.S.Sp.[1] (1.03.1963 — 6.03.1989);
- епископ Фортунат Луканима (6.03.1989 — 20.07.1998);
- архиепископ Джосафат Льюис Лебулу (с 28.11.1998 — 27.12.2017);
- архиепископ Иссак Амани Массаве (с 27.12.2017 — по настоящее время).

## Источник
- Annuario Pontificio, Libreria Editrice Vaticana, Città del Vaticano, 2003, ISBN 88-209-7422-3
- Булла Christi mandata Архивная копия от 16 сентября 2019 на Wayback Machine, AAS 56 (1964), стр. 247  (лат.)